# Пушкарная
Пушкарная — деревня в Кромском районе Орловской области России. 
Входит в Стрелецкое сельское поселение в рамках организации местного самоуправления и в Стрелецкий сельсовет в рамках административно-территориального устройства.

## География
Расположена на реке Недна, в 37 км к юго-западу от центра города Орёл.
Через реку примыкает на юге к деревне Большая Драгунская, на юго-востоке — к райцентру, посёлку городского типа Кромы.

## Население
| 2002 | 2010 |
| ---- | ---- |
| 346  | ↘306 |

Согласно результатам переписи 2002 года, в национальной структуре населения русские составляли 98 % от жителей.